# Thorsten Schriebl
Thorsten Schriebl (* 24. November 1998) ist ein österreichischer Fußballspieler.

## Karriere
Schriebl begann seine Karriere bei der SV Oberwart. 2012 kam er in der AKA Burgenland, in der er bis 2014 spielte. Zudem spielte er ab 2014 für den SC Mariasdorf in der siebtklassigen 2. Klasse. Zur Saison 2014/15 wechselte er zum sechstklassigen SK Unterschützen.
Zur Saison 2016/17 schloss er sich dem viertklassigen SV Stegersbach an. Im August 2016 debütierte er in der Burgenlandliga, als er am zweiten Spieltag jener Saison gegen den UFC Markt Allhau in der Startelf stand und in der 56. Minute durch Daniel Siegl ersetzt wurde. Seinen ersten Treffer für Stegersbach erzielte er im selben Monat bei einem 5:0-Sieg gegen den SV Schattendorf.
Zur Saison 2018/19 wechselte Schriebl zum Zweitligisten SV Lafnitz. Sein Debüt in der 2. Liga gab er im August 2018, als er am zweiten Spieltag jener Saison gegen den FC Juniors OÖ in der Halbzeitpause für Wolfgang Waldl eingewechselt wurde. Nach vier Jahren in Lafnitz, in denen er zu 74 Zweitligaeinsätzen kam, wechselte der Mittelfeldspieler zur Saison 2022/23 zum Ligakonkurrenten Grazer AK, bei dem er einen bis Juni 2024 laufenden Vertrag erhielt.